# VH1 Top 20 Video-Countdown
VH1 Top 20 Video-Countdown (bis 1999: VH1 Top 10 Video-Countdown) war eine wöchentliche Chartshow des amerikanischen Musiksenders VH1 für Musikvideos. Bis 2006 wurde der Countdown aus den Plattenverkäufen, Radioairplays etc. zusammengestellt; seit 2006 konnte über das Internet abgestimmt werden. 
Der Ausstrahlungsort änderte sich häufig; mal wurde vom Times Square in New York City gesendet, ein anderes mal beispielsweise vom Virgin Records Store am Union Square. Auch die Moderation wechselte; einer der Moderatoren war Jim Shearer. Die Showlänge betrug etwa 120 Minuten.
Auch in Dänemark existierte ein Top-20-Video-Countdown. Hier wurde die Sendung von Radiomoderator Dan Rachlin moderiert.
Die Sendung wurde ohne große Vorankündigung mit der Ausgabe vom 28. November 2015 eingestellt, da VH1 die Musikvideos im Rahmen einer Neuausrichtung komplett aus seinem Programm nahm.